# فينس هوغ
فينس هوغ (3 يوليو 1952 في زيمبابوي - ) (بالإنجليزية: Vince Hogg)‏ هو لاعب كريكت جنوب أفريقي. لعب مع منتخب زمبابوي للكريكت.

## وصلات خارجية
- فينس هوغ على موقع إي آس بي آن كريك إنفو (الإنجليزية)